# Félix Cogen

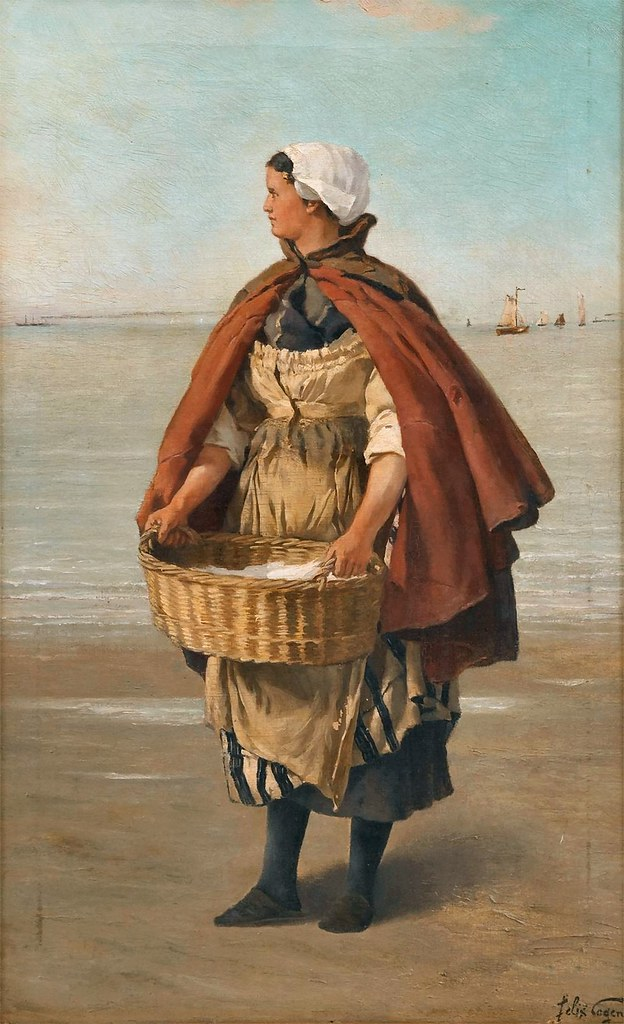
La Femme d'un pêcheur

Félix Cogen, né le 21 février 1838 à Saint-Nicolas (Province de Flandre-Orientale) et mort le 9 mars 1907 à Bruxelles, est un peintre de scène de genre, peintre portraitiste, peintre de marine, graveur sur cuivre et aquafortiste belge. 

## Biographie
Félix Cogen étudie à l'Académie royale des beaux-arts de Gand avec Théodore Canneel et Félix De Vigne.
Après ses études, il visite souvent la colonie d'artistes de Laethem-Saint-Martin et devient membre du groupe d'artistes de l'École de Laethem-Saint-Martin.
À partir de 1875, il expose au Salon de Paris de la Société des Artistes Français, où il obtient une médaille de troisième classe.
Il expose en 1880 à Gand ainsi qu'à l'Exposition d'Art Belge à Bruxelles.
Il est le frère du peintre Alphonse Cogen et l'oncle de la peintre Anna De Weert.

## Distinctions
- Chevalier de la Légion d'honneur 1883[2].
- Chevalier de l'ordre de Léopold (22 novembre 1884)[4].